# デシメートル電信
デシメートル電信（デシメートルでんしん、独: Dezimeter-Telegraphie、DeTe）とは、第二次世界大戦前から戦中にかけて、ドイツの技術者や専門家がレーダー装置を開発するために行った努力のすべてを表すコードネームである。

## 開発史

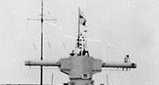
アドミラル・シェーア 装甲艦に搭載された「デシメートル電信」装置

早くも1935年9月26日、ルドルフ・キュンホルトはドイツ海軍最高司令部に、電磁波を送信し、その反射波を受信するという原理に基づく無線測定装置を提示した。波長48cm（周波数625MHzに相当）で40ワットの送信電力の無線測定器によって、訓練艦ブレーメセが標的の位置を特定することに成功した。良好な結果が得られたため、この方法をさらに発展させることにした。

### 暗号名としての「デシメートル電信」
この開発は最高レベルの極秘事項であったため、電磁波を使用した海上および空中偵察の研究作業には、「無線測定」という用語ではなく、印象が強くなく、説明的な「デシメートル電信」という用語を使用することになった。
このため、デシメートル電信の原理に基づく装置はDeTe装置と呼ばれた。しかし、このプロジェクトをめぐる機密性の高さから実態が露呈することがなかったので、この略称はDeutsches Technisches Gerät（ドイツの技術装置）と誤解された。

### GEMA社で実用機を製造
キュンホルトと、彼が1934年に共同設立したGEMA（ドイツ電気音響機械装置会社）の研究活動は迅速かつ順調に進み、1935年には早くも到達距離20kmのDeTe装置が製造された。ドイツ空軍もこの新技術に興味を持ち始めたため、空中偵察機用の特殊なDeTe装置も開発され、フライヤ装置と呼ばれた。1937年、試作機は240cmの波長で200kmの到達距離の標的測定を達成した。